# Il lungo duello
Il lungo duello (The Long Duel) è un film del 1967 diretto da Ken Annakin.
È un film d'avventura britannico con Yul Brynner, Trevor Howard e Harry Andrews. È ambientato in India durante gli anni 1920.

## Trama
Il sovrintendente Stafford della Polizia delle Province Unite ordina ai suoi uomini di arrestare un gruppo tribale sulla base di sospetti vaghi di bracconaggio e furto nell'India britannica. Anche Sultan, il capo della tribù, viene catturato e rinchiuso insieme ad altri criminali al Forte Najibabad. Sultan, insieme a sua moglie Tara e ad altri, riesce a evadere, ma Tara e il loro neonato perdono la vita. Con l'aiuto dei suoi uomini, Sultan si ribella contro i britannici incaricati del mantenimento della pace, innescando battaglie aspre che sfociano in un epico scontro finale. Il film tenta di rappresentare in modo equilibrato tutte le fazioni coinvolte nel conflitto.

## Produzione
Il film, diretto da Ken Annakin su una sceneggiatura di Peter Yeldham e Ernest Borneman con il soggetto di Ranveer Singh, fu prodotto da Ken Annakin per la Rank Organisation e girato nei Pinewood Studios in Inghilterra e in Spagna.

## Distribuzione
Il film fu distribuito nel Regno Unito dal 27 luglio 1967 (première a Londra) al cinema dalla J. Arthur Rank Film Distributors con il titolo The Long Duel.
Alcune delle uscite internazionali sono state:
- negli Stati Uniti il 4 ottobre 1967 (Los Angeles, California)
- in Germania Ovest il 12 ottobre 1967 (Der Kampf)
- in Australia il 3 novembre 1967
- in Svezia il 4 dicembre 1967 (Den långa duellen)
- in Danimarca il 28 giugno 1968 (Sultan - Indiens frihedshelt)
- in Finlandia il 12 luglio 1968 (Taipumattomat)
- in Giappone il 14 dicembre 1968
- in Turchia nel dicembre del 1970 (Bitmeyen Kavga)
- in Norvegia (Den lange duellen)
- in Grecia (I megali monomahia)
- in Spagna (La leyenda de un valiente)
- in Francia (Les turbans rouges)
- in Brasile (Os Turbantes Vermelhos)
- in Italia (Il lungo duello)

## Promozione
Le tagline sono:
- "A conflict of ideals - a conflict of arms - fought out in the Himalayas and across the scorching plains of India. [UK theatrical]".
- "The blazing passions of a land... its proud warriors... its exotic women... bursting aflame in revolt!".

## Critica
Secondo il Morandini il film "non manca d'efficacia nelle sequenze d'azione, ma la sua dimensione umanitaria e anticolonialista dà un suono falso". Secondo Leonard Maltin il film è "una pellicola d'avventura non troppo originale che comunque si lascia vedere senza tediare lo spettatore", un "classico film d'intrattenimento" con regia e sceneggiatura nell'ordinario.